# 中華人民共和國在美國的情報活動
長期以來，中华人民共和国政府（简称中国大陸政府）和相关机构、人员一直被美国联邦政府和相关机构指控透過各種渠道來獲取美國的軍事技術、國家機密以及民間企業的商業機密。中國政府一直被指責用多種手段來獲取美國的技術（並利用美國法律條文以逃脫訴訟），其中包括間諜活動、商業實體的進駐、科研的交流以及學術和業務上的聯繫。儘管這些方法被證實為中國政府以建立間諜情報網絡來有利於自身的手段，但長時間以來美國政府卻難以起訴當事團體和個人。其中著名的間諜事件有：金無怠，陳文英，閔國保，麥大志和彼得·李。美国政府指控中國透過兩國民間企業之間的合作以獲取技術情报和經濟情报，並派遣網絡黑客滲透進美國企業或政府部門的內部網絡，其中一個出名的例子是極光行動。

## 1980、90年代
1985年，中華人民共和國国家安全部某局局长（准确职务不明）俞强声叛逃美国，导致潜伏在美国中央情报局的中国元老级间谍金无怠被捕，中美两国爆发间谍战，国安部部长凌云被撤职。
1999年5月公开的，由美国众议员克里斯托弗·考克斯领导起草的考克斯报告，认为中华人民共和国在1980至1990年代在美国展开了大量的间谍活动。

## 2000年代至今
2009年，曾在中華人民共和國國家安全部工作的特工李鳳智在美國华盛顿提出政治庇護申請。
2012年，中華人民共和國国家安全部副部长陆忠伟的下属因为向美国传递有关中国“政治、经济以及战略领域”的情报而被逮捕。
美國司法部官員指控中華人民共和國政府及聽命其的駭客是參與非法獲取美國科技的最積極的政治實體。2014年5月19日，美國司法部宣布，聯邦大陪審團對5名中國解放軍軍官提起訴訟，原因是他們透過在美國商業公司的電腦上植入惡意軟件竊取商業機密信息和知識產權。
香港《内幕》杂志称，国家安全部通常以新華社、中国人民对外友好协会、中国国际交流协会、中国国际友谊促进会、中国国际人才交流协会、中国国际旅行社、中华贸易公司、深圳振华宾馆作为其掩护机构。
2018年4月，中国江苏省国家安全厅六局副处长徐延军（音译，Yanjun Xu，又译徐彦君）在比利時被逮捕。隨後被引渡至美國受審。徐延军也是首位被引渡至美国接受审判的中国情报官员。2021年11月5日，一个美國联邦陪审团裁定，徐延军串谋和企图从事经济间谍活动以及窃取商业机密罪名成立，面临最长可达60年的监禁和500多万美元的罚款。2022年11月，徐延軍因間諜罪被判20年監禁。
2023年1月至2月，數個來自中國的高空氣球飛入美洲多國空域引發外交爭議。2月2日，美國國防部通報北美防空司令部偵測到一艘飛行物自阿拉斯加侵入美國和加拿大領空。美方懷疑氣球為搜集情報所用高空偵測氣球（或稱為間諜氣球），經推定檢測，此飛行物源自中國。美軍於2月4日下午在南卡羅來納州臨近海域上空擊毀首個氣球，並打撈檢測。中方承認該氣球來自中國，但否認是間諜氣球。
習近平出任中共中央總書記後，在有關僑務工作的論述中倡議公安機關國際化，以提供華人華僑公安服務等需求。隨後，中華人民共和國各省市的公安局在海外設立了「海外110」平台，但被人權組織「保護衛士」指控其為中國共產黨從事騷擾與噤聲中國異議人士、收集情報等活動。2023年4月17日，美國司法部宣布逮捕两名涉嫌代表福州市公安局在纽约曼哈顿唐人街开设海外警察站的美国公民，涉嫌協助中國政府執行各種針對異見人士的秘密任務。

## 参阅
- 美国的中国间谍案列表
- 中华人民共和国在境外的情报活动